# Faustino Félix Chávez
Faustino Félix Chávez (Hermosillo, Sonora; 21 de octubre de 1967) es un periodista, empresario y político mexicano, miembro del Partido Revolucionario Institucional, quien ha ocupado diversos cargos de elección popular, así como en los organismos del sector privado en México. 
Entre los cargos públicos destaca haber sido Presidente Municipal de H. Ayuntamiento de Cajeme durante el periodo constitucional 2015-2018. 
Anteriormente, en el proceso electoral de 2012, fue electo diputado federal de México por el Distrito 06 del Estado de Sonora en la LXII Legislatura del H. Congreso de la Unión. Durante su gestión en la H. Cámara de Diputados, ocupó el cargo de secretario de la Comisión de Recursos Hidráulicos y participó como integrante de la Comisión de Agricultura y Sistemas de Riego, y de la Comisión de Gobernación. En octubre de 2015, tomó protesta como Vicecoordinador para la Vinculación con los Organismos del Sector Privado dentro del grupo parlamentario del PRI. Destaca intervención en la reforma politico-electoral del 2014, donde fue uno de los diputados que impulsaron la inclusión de las candidaturas independientes, así como la reelección de legisladores y alcaldes, además de ser uno de los promotores de la Ley Federal de Consulta Popular.
Durante su gestión en la legislatura federal, consiguió se etiquetaran en los presupuestos de egresos federal recursos para la ampliación de la carretera estatal 117 Esperanza-Hornos, para la construcción del nuevo estadio de béisbol de Ciudad Obregón y la rehabilitación de unidades deportivas en diversas colonias del municipio de Cajeme, y rehabilitación de vialidades, red de agua potable y drenaje, entre otras obras. 
Además dentro de su experiencia legislativa se encuentra haber sido electo diputado local propietario en la LIX Legislatura de Sonora (2009 - 2012), donde ocupó la presidencia de la Mesa Directiva para el primer periodo de sesiones extraordinarias del Primer Año Legislativo y de la Comisión de Fomento Económico y Turismo, además de integrarse a las comisiones de Gobierno y de Agricultura y Ganadería. Durante este período, participó en el Consejo Nacional de Legisladores en Materia de Turismo, A. C. (CONLETUR), asumiendo la Vicepresidencia de este organismo. 
Anteriormente tomo protesta como Regidor de Representación Proporcional en Cajeme para el período 2003 y 2006, siendo presidente municipal Jesús Armando Félix Holguín (PAN). Durante ese trienio fue nombrado presidente de la Comisión de Desarrollo Económico y Social del H. Ayuntamiento de Cajeme. Asimismo participó en las comisiones de Gobierno y Reglamentación, y de Desarrollo Urbano, Obra Pública, Asentamientos Humanos y Ecología.
Dentro del PRI ocupó la Presidencia de la Fundación Colosio, A. C. en Sonora entre 2006 y 2010 y fue elegido el 2011 como Secretario General de la Confederación Nacional de Organizaciones Populares (CNOP) en Sonora en 2011, del cual se separó el 2012 para contender por la candidatura de diputado federal del Distrito Electoral Federal 06 de Sonora del PRI.

## Ámbito Privado
Félix Chávez se inició en el periodismo en 1986 como reportero de Tribuna del Yaqui S.A. de C.V., empresa familiar. Posteriormente se incorporó como Gerente de Ventas de la empresa Felsan S.A. de C.V. de 1991 a 1994. En 1994 regresó a Tribuna del Yaqui S.A. de C.V., como Jefe de Información y posteriormente Director Editorial. A partir de 1996 ocupó la Dirección General de Tribuna del Yaqui S.A. de C.V., cargo que ejerció hasta el 2012.
 Permaneció como miembro del Consejo de Administración de la empresa hasta el año 2019. Actualmente está es director general y ejecutivo del grupo empresarial familiar Félix Inmobiliaria en Sonora.
Como representante de la iniciativa privada, Faustino Félix Chávez fue elegido el 2002 como presidente de la Cámara de Comercio de Ciudad Obregón, A. C. (CANACO-Obregón), de la cual había sido Consejero desde el 1998 y había ocupado la Vicepresidencia de Comercio durante el período 2000-2002. 
En 2001, seleccionado por la Embajada de Estados Unidos en México, Félix Chávez recibió la invitación del embajador Jeffrey S. Davidow para participar en el programa del Departamento de Estado, International Visitor Leadership Program (IVLP), dentro del área de Desarrollo Económico Regional.
Asimismo participó en la Confederación Nacional de Cámaras de Comercio de México (CONCANACO) donde fue nombrado el 2003 Comisionado para el Comercio Interior por la mesa directiva que encabezó Raúl Alejandro Padilla Orozco, además de participar en la Comisión de Enlace Legislativo de este organismo empresarial.
Durante este periodo (2002-2004) Félix Chávez también fue elegido con el apoyo de los organismos empresariales de Sonora, presidente de la Mesa Directiva del Centro de Competitividad Empresarial de Sonora (CRECE-Sonora) de la Red CETRO-CRECE, institución creada en apoyo a la formación de la competitividad de la micro, pequeña y mediana empresa. Durante su gestión, CRECE-Sonora logró obtener el primer lugar nacional en satisfacción de las empresas que participaron en este programa, superando en resultados a los otros 31 centros que integraban la Red CETRO-CRECE de la Secretaría de Economía.